# محرك دفع بلازما

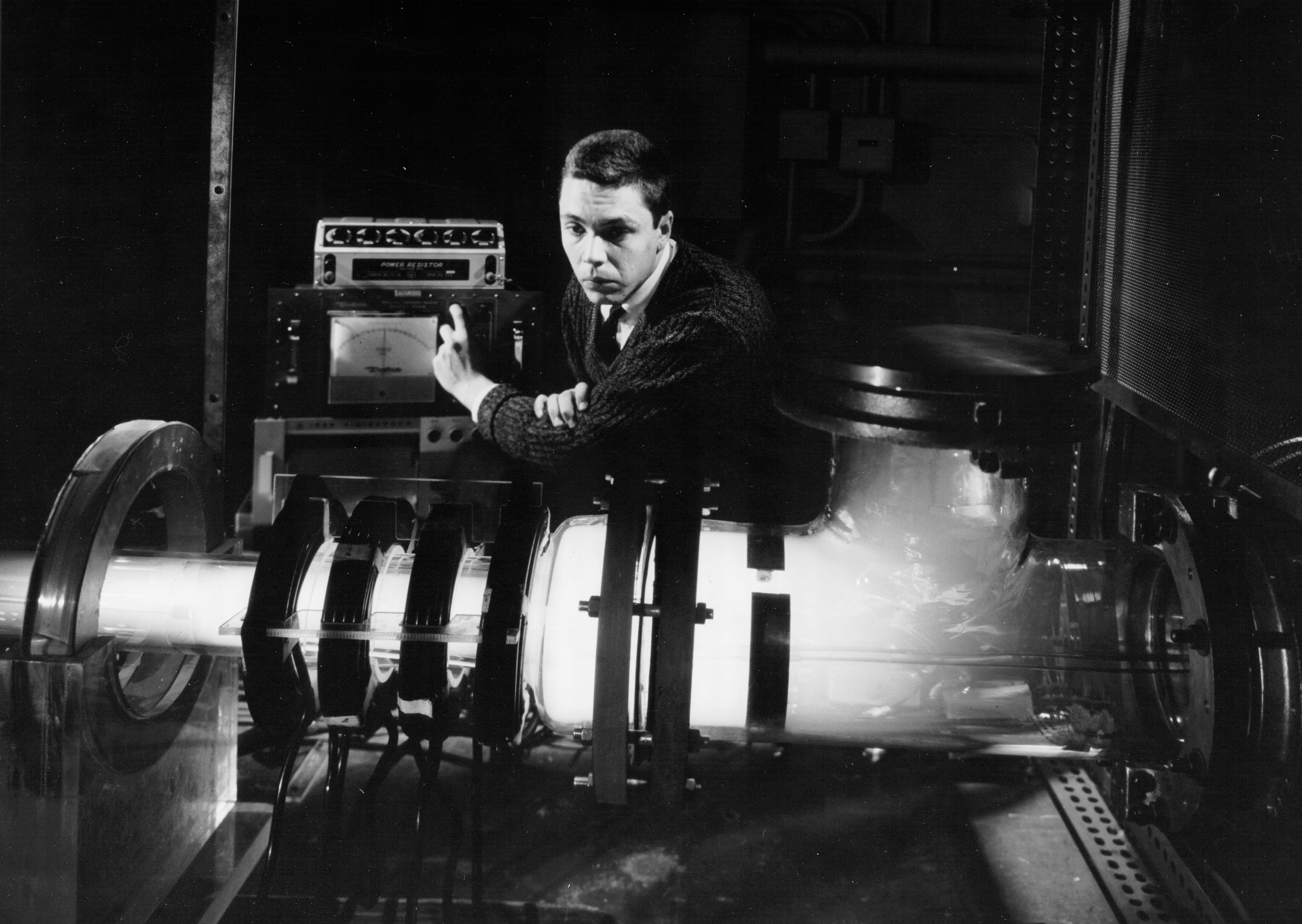
محرك دفع بلازما بدائي من مركز أبحاث لويس في كليفلاند أوهيو 1961

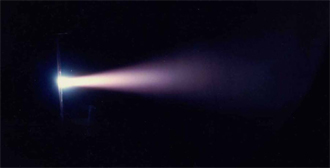
دافع بلازما أثناء إختبار

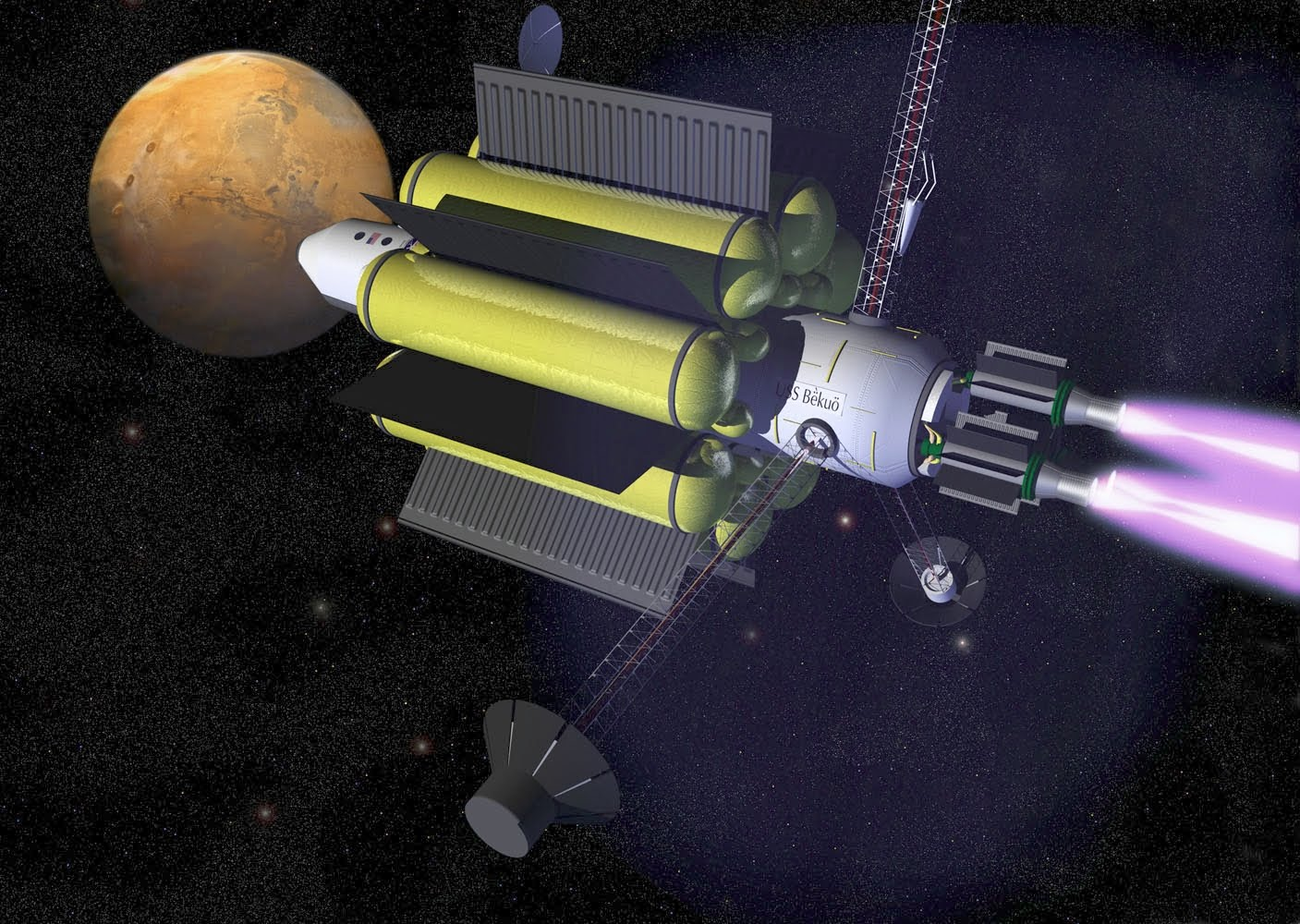
رسسم فني لمركبة فضاء ذات محرك دفع بلازما ذو نبضات كهرومغناطيسية متغيرة Vasmir Spacecraft

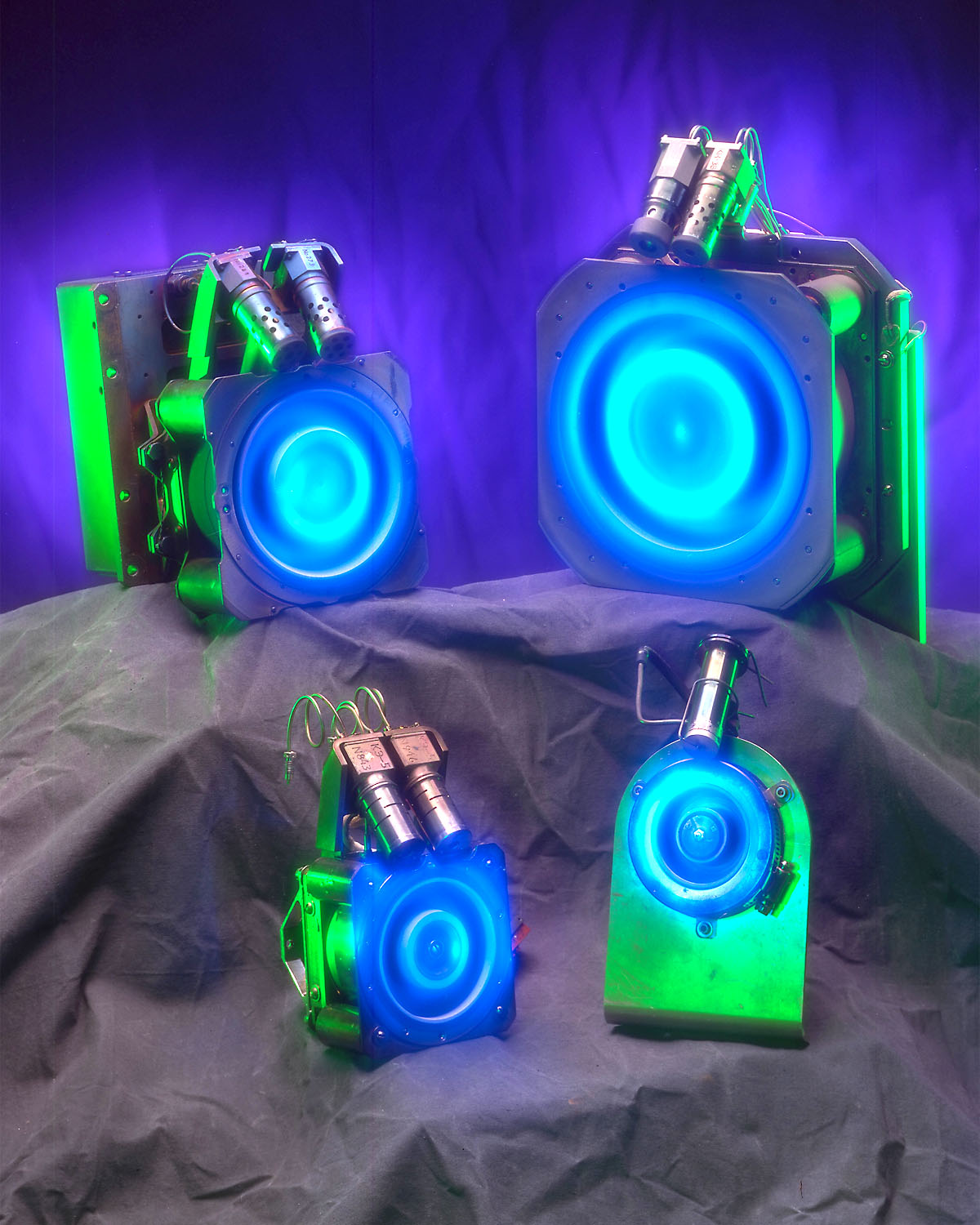
دافع من نوع Spt الروسي

محرك دفع البلازما (بالإنجليزية: Plasma Propulsion Engine)‏ هو نوع من الدفع الكهربائي الذي يولد قوة دفع من بلازما متعادلة كهربائيا.على عكس محركات الدافع الأيوني (الصاروخ الأيوني) (بالإنجليزية: ion thruster engines)‏ التي تولد قوة دفع عن طريق استخراج تيار أيوني من مصدر البلازما ثم يسرعه إلى سرعات عالية باستخدام أقطاب كهربية (أنود كهربي).
لا تستخدم صواريخ البلازما عادة شبكات الجهد العالي أو الأقطاب الموجبة/ الأقطاب السالبة لتسريع الجسيمات المشحونة في البلازما، ولكن بدلا من ذلك تستخدم التيارات والجهود الكهربية التي يتم إنشاؤها داخليا في البلازما لتسريع أيونات البلازما.
في حين أن هذا النوع يؤدي إلى سرعات منخفضة لغازات العادم لانخفاض تسريع الجهود المرتفعة إلا أن هذا النوع من أنظمة الدفع له عدد من المزايا المثيرة للاهتمام.
يؤدي نقص شبكات الجهد العالي من الأقطاب الموجبة لإزالة عنصر محدد نتيجة لتآكل الشبكة الأيونية. كما يكون عادم البلازما متعادل كهربائيا، وهو ما يعني أن الأيونات و الإلكترونات الموجودة في نفس العدد الذي يسمح ببساطة بإعادة تكوين أيون أو إلكترون في العادم لمعادلة العادم كهربائيا، وإزالة الحاجة إلى بندقية الإلكترون_جهاز ينتج تيار ضيق من الإلكترونات من كاثود (القطب السالب) مسخن_(كاثود مجوف).
هذا النوع من الدفع في كثير من الأحيان يولد مصدر البلازما باستخدام الترددات الراديوية من طاقة الميكرويف باستخدام هوائي خارجي.

هذه الحقيقة جنبا إلى جنب مع غياب الأقطاب السالبة المجوفة (بالإنجليزية: hollow cathode)‏ -التي هي حساسة جدا لجميع الغازات ماعدا عدد قليل من الغازات النبيلة -يسمح بإمكانية استخدام هذا النوع من الدافع لعدد كبير من الوقود بداية من الأرجون إلى ثاني أكسيد الكربون ومخاليط الهواء إلى بول رائد الفضاء.
تتناسب محركات البلازما بشكل أفضل مع المهمات الفضائية التي تسافر لمسافات كبيرة في الفضاء. 
في السنوات الأخيرة طورت الكثير من الوكالات الفضائية العديد من محركات البلازما، وتشمل هذه الوكالات وكالة الفضاء الأوروبية، وكالة الفضاء الإيرانية والجامعة الوطنية الأسترالية، وقد تعاونوا في تطوير نوع جديد متطور من الدافعات يُسمى الدافع مزدوج الطبقة  ، ومع ذلك، فإن هذا النوع من محرك البلازما هو نوع واحد فقط ضمن العديد من الأنواع.

## أنواع المحركات

### دافع الهيليكون مزدوج الطبقة
يستخدم دافع الهيليكون مزدوج الطبقة (بالإنجليزية: Helicon Double Layer Thruster)‏ موجات الراديو لإنشاء البلازما ويستخدم فوهة مغناطيسية لتركيز وتسريع البلازما من محرك الصاروخ. كما يكون دافع الهيليكون المصغر مناسب بشكل مثالي للمركبات الفضائية التي تتطلب حركتها مناورات كثيرة في الفضاء، ويستخدم المحرك النيتروجين كوقود وتبلغ سرعة خروج العادم -يكون على شكل نبضات- 10 مرات ضعف سرعة خروج العادم من محركات الصواريخ الكيميائية.

### دافعات ديناميكية ذات مولد مغناطيسي  للبلازما
يستخدم الدافع الديناميكي ذو المولد المغناطيسي لبلازما (بالإنجليزية: Magnetoplasmadynamic)‏ قوة لورنتز (القوة الناتجة من التفاعل بين المجال المغناطيسي والتيار الكهربائي) لتوليد قوة الدفع.
كما تؤدي الشحنة الكهربائية التي تتدفق من خلال البلازما في وجود حقل مغناطيسي إلى تسريع البلازما بسبب القوة المغناطيسية المولدة.
كما تعتبر قوة لورنتز أيضا مهمة لتشغيل معظم المحركات ذات دافع البلازما النبضي.

### الدافع النابض الحثي
يستخدم الدافع النابض الحثي (بالإنجليزية: Pulsed Inductive Thruster)‏ قوة لورنتز أيضا لتوليد قوة الدفع،  لكن على عكس الدافع الديناميكي ذو المولد المغناطيسي للبلازما لا يستخدم أي قطب كهربائي، وبالتالي يتجنب التأثيرات الناتجة عن تآكلها.
و يتسبب المجال المغناطيسي المتغير عشوائيا في حدوث التأين وتولد التيارات الكهربية في البلازما.  

### دافعات البلازما عديمة الأقطاب الكهربية
تستخدم دافعات (بالإنجليزية: Thrusters)‏ البلازما عديمة الاقطاب الكهربية قوة بونديرو الحثية التي تؤثر على البلازما أو الجسيمات المشحونة عندما تكون تحت تأثير قوي لمعدل تغير كثافة الطاقة الكهرومغناطيسية لتسريع كل من الإلكترونات والأيونات من البلازما في نفس الاتجاه، وبالتالي تصبح قادرة على العمل دون الحاجة لمعادل كهربي
للبلازما.

### دافع تأثير هال

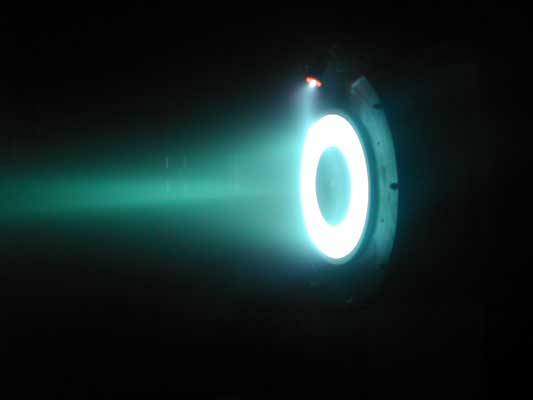
دافع تأثير هال ذي قدرة 2 كيلو وات، في تجربة في مختبر برنستون لفيزياء البلازما

تجمع دافعات تأثير هال  بين مجال مغناطيسي ساكن وعمودي على مجال كهربي أُنشئ بين قطب كهربي موجب عند منبع السريان وقطب كهربي سالب عند المصب يٌسمى المعادل (بالإنجليزية: Neutralizer)‏، من أجل  إنشاء «قطب سالب ظاهري» (منطقة ذات كثافة إلكترونات مرتفعة) عند مخرج الجهاز.
يعمل القطب السالب الظاهري على جذب الأيونات المتكونة داخل الدافع ليقربها إلى القطب الموجب.
و أخيرا يتم معادلة شعاع الأيونات المسرعة  بواسطة بعض الإلكترونات المنبعثة من المعادل.
بدأ الإنتاج التسلسلي لمحركات دافع تأثير هال في الاتحاد السوفياتي في عام 1970. وينتج الآن واحد من الأنواع المبكرة يٌسمي Spt_100  بموجب ترخيص من شركات سنيكما للمحركات الأوروبية، تحت اسم PPs-1350، كذلك يتم إنتاج أنواع أخرى مثل BPT-4000 و PPS-5000 المشابهين للنوع  SPT-140.
و كمثال لمواصفات الدافعات، نذكر  SPT-290، حيث تبلغ قوة الدفع له 1.5 نيوتن، كما تتراوح قدرته من 5-30 كيلو وات، والنبض النوعي 30 كم/ث، وتبلغ كفاءته 65% ووزن 23 كغم.

### صاروخ ذو نبضات كهرومغناطيسية بلازمية متغيرة
يعمل الصاروخ  ذو النبضات الكهرومغناطيسية البلازمية المتغيرة (بالإنجليزية:   Variable Specific Impulse Magnetoplasma Rocket)‏ -يطلق عليه اختصارا فاسيمر (بالإنجليزية: Vasimr)‏- باستخدام موجات الراديو بغرض تأيين الوقود داخل البلازما ثم استخدامالمجال المغناطيسي لتسريع البلازما من الجزء الخلفي من محرك الصاروخ لتوليد قوة الدفع.

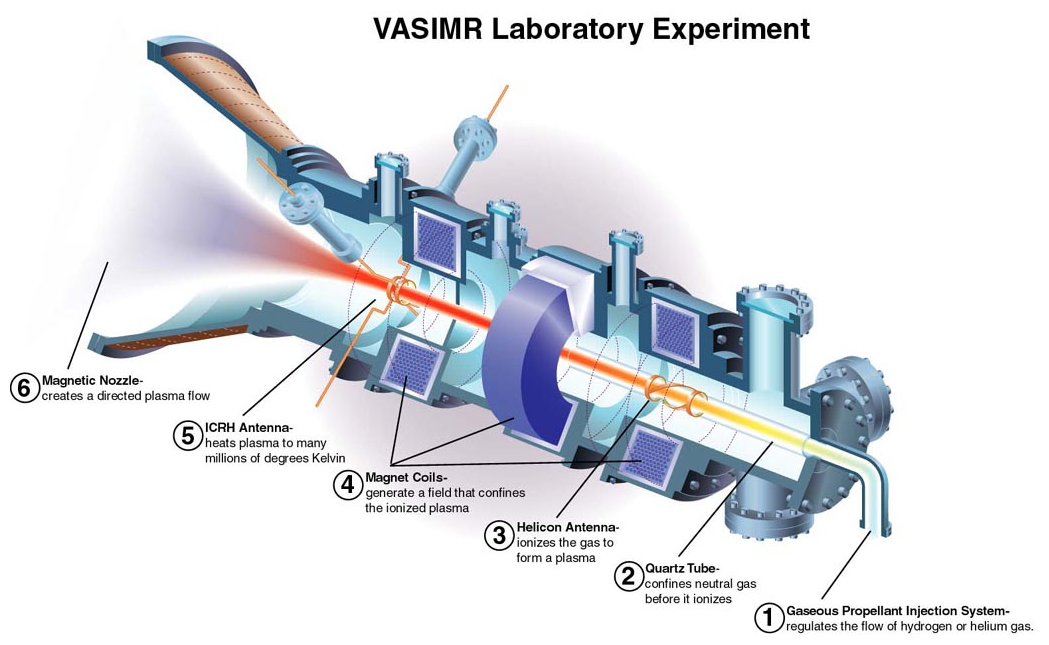
صاروخ ذو نبضات كهرومغناطيسية بلازمية متغيرة أثناء تجربة Vasmir، حيث:
(1): نظام حقن الوقود الغازي (تنظم تدفق غاز الهيدروجين أو الهيليوم).
(2): أنبوبة كورتز (تحجز الغاز الطبيعي قبل أن يتأين.
(3): هوائي إستشعار من الهيليكون (تأين الغاز لتكوين البلازما).
(4): ملفات مغناطيسية (تولد مجال مغناطيسي يحتجز البلازما المتأينة).
(5):هوائي تدفئة (يُسخن البلازما لملايين الدرجات الكلفينية).
(6):فوهة مغناطيسية (توجه تدفق البلازما مباشرة)

يتم حاليا تطوير هذا النوع  من قبل شركة خاصة تُدعى
(Ad astra rocket company) ومقرها في هيوستن، تكساس مع مساعدة من NS كندا  القائمة على أساس شركة Nautel، لإنتاج مولدات لوقود الصاروخ تبلغ قدرتها 200 كيلو وات لتأيين الوقود الدافع.
يتم إجراء التجارب على بعض مكونات المحرك وشحنات البلازما المولدة  في معمل أنشئ في ليبريا، كوستاريكا.
يتولى قيادة هذا المشروع فرانكلين تشانج دياز رائد الفضاء السابق بوكالة ناسا. كما أعلن التحالف الكوستاريكي للفضاء -اتحاد مكون من 6 شركات متخصصة في التصميم والتصنيع وعمليات محاكاة الفضاء وعلوم الطيران والسيارات والتحكم والإلكترونيات والصناعات الطبية- تطوير جهاز دعم خارجي لهذا الصاروخ، يتم تركيبه في الجزء الخارجي من محطة الفضاء الدولية، كجزء من خطة لاختبار الفاسيمر في الفضاء ومن المتوقع  أن يُجرى هذا الاختبار في عام 2016.
و يتوقع من المحرك البالغة قدرته 200 ميجا وات أن يقلل مدة الطيران من الأرض إلى المشتري أو زحل من 6 سنوات إلى 14 شهر، وإلى المريخ من 6 أشهر إلى 39 يوم.